# 前田浩
前田 浩（まえだ ひろし、1961年11月1日 - ）は、日本のスタントマン・スーツアクター。高知県出身。
身長176cm。愛車はハーレーダビッドソン。
ATC（アルバイト）、ジャパンアクションクラブ、レッドアクションクラブを経て、現在はフリー。新堀和男の直系弟子である。

## 略歴
18歳の時に大阪でキャラクターショー関係の仕事をしていた人物と知り合い、これがきっかけでアクションの道に進む。問い合わせの電話を掛けたことがきっかけで東映からアクションチームATCを紹介される。アルバイトとしてキャラクターショーに出演。
後楽園ゆうえんちの野外劇場で行われていた『太陽戦隊サンバルカン』ショーを見たことがきっかけでジャパンアクションクラブに13期生として入団。1年間の練習期間を経て、『大戦隊ゴーグルファイブ』最終話の操演の補助が初仕事となる。
後楽園ゆうえんちの『科学戦隊ダイナマン』ショーが初レギュラーで、コースターレッドを担当した。
23歳の時に『電撃戦隊チェンジマン』ショーの仕事が終わると同時にJACを退団。退団後はフリーとして大野剣友会に参加。その縁で新堀和男から『高速戦隊ターボレンジャー』の撮影に呼ばれ、レッドアクションクラブにも入団する。
1991年に『特救指令ソルブレイン』の後半から登場するナイトファイヤー（アップシーン）、『鳥人戦隊ジェットマン』の終盤のレッドホークを担当。レッドホークのスーツアクターを担当することになった理由は、新堀が次作『恐竜戦隊ジュウレンジャー』のアクション監督の準備のため忙しくなっていたためである。
1992年に『恐竜戦隊ジュウレンジャー』のティラノレンジャーのスーツアクターを担当。後番組である『五星戦隊ダイレンジャー』のリュウレンジャーも担当予定だったが、同作のアクションが自分に合わないとして降板。
1995年に『ジュウレンジャー』への出演がきっかけとなり、パワーレンジャーシリーズに参加。日本国内で行われた追加撮影に参加した後、補充メンバーとして渡米し、第2シリーズの終盤からアメリカでの撮影に参加。『ジオ』を除き『ニンジャストーム』までレッドのスーツアクターを務めた。
2002年9月にパワーレンジャーの撮影地がニュージーランドに変更になったため、そちらに移住し、2003年に帰国。2007年に『KAMEN RIDER DRAGON KNIGHT』に参加するため、再び渡米。
2009年に千葉県から沖縄に移住した後、2013年4月26日に千葉県に戻る。
近年はアトラクションショーにおいて、高度なアクションを披露している。また、2004年に設立した自らのアクションスクール「ヒーローズ・ファクトリー」にて後輩育成もおこなっている。
2012年の『非公認戦隊アキバレンジャー』および2013年の『非公認戦隊アキバレンジャー シーズン痛』にて公認戦士（スーパー戦隊シリーズからのゲスト戦士）のスーツアクターを全て担当した。中にはかつて自身が演じたレッドホークやティラノレンジャーが含まれている。

## 出演

### 日本

#### テレビ
- メタルヒーローシリーズ
  - 宇宙刑事シャリバン（1983年） - 役名なし（第26話）、秘書（第29話）
  - 巨獣特捜ジャスピオン（1985年）
  - 特救指令ソルブレイン（1991年） - ナイトファイヤー（アップ）[13]、刀川博之（33話）、警察官（34話）
  - 特捜ロボ ジャンパーソン（1993年） - ガンギブソン[13]、ロボット刑務所警備員、強盗（32話）
  - ビーファイターカブト（1996年 - 1997年） - BFカブト（アクション）[14]
- 星雲仮面マシンマン（1984年）
- スーパー戦隊シリーズ
  - 電撃戦隊チェンジマン（1985年） - チェンジドラゴン（代役）[15]
  - 鳥人戦隊ジェットマン（1991年） - レッドホーク（終盤）[16]
  - 恐竜戦隊ジュウレンジャー（1992年） - ティラノレンジャー[17]（望月祐多の吹き替えスタント）
- じゃあまん探偵団 魔隣組（1988年） - 大怪盗ジゴマ[4]
- 牙狼<GARO>シリーズ
  - 牙狼<GARO>（2005年） - 暗黒魔戒騎士・呀
  - 牙狼<GARO>スペシャル 白夜の魔獣（2006年） - 白夜騎士・打無
  - 牙狼＜GARO＞〜MAKAISENKI〜（2012年） - 魔戒騎士・桑折（16話）
- 満福少女ドラゴネット（2010年） - ドラゴナイツ
- 非公認戦隊アキバレンジャー（2012年） - 公認戦隊[2]、デリューナイト[2]
- 非公認戦隊アキバレンジャー シーズン痛（2013年）- 公認戦隊、デリューナイト

#### 映画
- 劇場版 超電子バイオマン（1984年）
- ゴジラVSビオランテ（1989年）[18]
- 浪人街（1990年）[18]
- SPECTER（2005年） - スペクター
- 仮面ライダー THE FIRST（2005年）- 仮面ライダー1号[3]
- 仮面ライダー THE NEXT（2007年） - 仮面ライダー1号[19][3]
- ゴーカイジャー ゴセイジャー スーパー戦隊199ヒーロー大決戦（2011年）
- 琉神マブヤーTHE MOVIE 七つのマブイ（2011年） - 琉球時代のマブヤー
- 仮面ライダー×スーパー戦隊 スーパーヒーロー大戦（2012年） - ティラノレンジャー[2]
- 平成ライダー対昭和ライダー 仮面ライダー大戦 feat.スーパー戦隊（2014年）

#### オリジナルビデオ
- ウルトラマンVS仮面ライダー（1993年） - 仮面ライダー1号
- 獣神サンダーライガー 怒りの雷鳴 FIST OF THUNDER（1995年） - バウンティ・バイパー

#### ゲーム
- 宇宙刑事魂（2006年5月25日、バンダイ、PS2） - モーションアクター

#### イベント
- 仮面ライダー20周年オールナイトイベント（1991年） - 仮面ライダーストロンガー

#### 戦隊シリーズショー
- 後楽園遊園地ヒーローショー - レッド 役 他
- 超力戦隊オーレンジャー（1995年） - オーレッド
- 激走戦隊カーレンジャー（1996年） - レッドレーサー
- 電磁戦隊メガレンジャー（1997年） - メガレッド
- 星獣戦隊ギンガマン（1998年） - ギンガレッド

### アメリカ

#### テレビ（アメリカ）
- パワーレンジャーシリーズ
  - マイティ・モーフィン・パワーレンジャー（1995年） - レッドパワーレンジャー（セカンドシーズン[4]・サードシーズン[20]）
  - パワーレンジャー・ターボ（1997年） - レッドターボレンジャー[4]
  - パワーレンジャー・イン・スペース（1998年） - レッドスペースレンジャー[4]、シルバースペースレンジャー
  - パワーレンジャー・ロスト・ギャラクシー（1999年） - レッドギャラクシーレンジャー[4]、マグナガーディアン[4]
  - パワーレンジャー・ライトスピード・レスキュー（2000年） - レッドライトスピードレンジャー[4]
  - パワーレンジャー・タイムフォース（2001年） - タイムフォースレッドレンジャー[4]、クアンタムレンジャー
  - パワーレンジャー・ワイルドフォース（2002年） - レッドライオンレンジャー[4]、ルナウルフレンジャー、タイムフォースレッドレンジャー、ギャラクシーレッドレンジャー、MMPRレッドレンジャー
  - パワーレンジャー・ニンジャストーム（2003年） - レッドウインドレンジャー[4]、グリーンサムライレンジャー
- KAMEN RIDER DRAGON KNIGHT（2008年） - 仮面ライダードラゴンナイト、仮面ライダーウィングナイト、仮面ライダーストライク、他[注釈 1]

#### 映画（アメリカ）
- パワーレンジャー・ターボ・映画版・誕生!ターボパワー（1997年） - レッドターボレンジャー[4]、ターボメガゾード[4]
- ウィケッド・ゲーム（2000年） - スタント